# Gocoyome
Gocoyome, jedno od nestalih plemena američkih Indijanaca u vrijeme španjolskog osvajanja nastanjeno na sjevernu Meksika. Jezično su možda pripadali porodici Athapaskan, i bili ogranak ratobornih Toboso Indijanaca, srodnicima Apača i Jano Indijanaca, koji su vjerojatno predstavljali u vrijeme dolaska na američki Jugozapad jednu etničku cjelinu, koji kasnije segmentiraju na niz bandi koje se bave pretežno lovom i sakupljanjem. Cijelu skupinu Južnih Athapaskana karakterizira velika ratobornost i njihova pljačkaška priroda. 